# Trollfossen
Trollfossen (også kaldt Tverrdalsfossen) er et vandfald ved Trollstigen i Rauma kommune i Møre og Romsdal fylke i Norge. Den ligger i Tverrelva, der er en biflod til til Raumas biflod Istra. Tæt ved ligger Stigfossen, som har større vandføring og derfor ser mere imponerende ud.

## Eksterne kilder og henvisninger
- Trollfossen på World Waterfall Database